# Vladimir Leonov
Vladimir Petrovich Leonov (em russo:  Владимир Петрович Леонов; nascido em 25 de abril de 1937) é um ex-ciclista da Rússia.
Competiu em duas edições dos Jogos Olímpicos (Melbourne 1956 e Roma 1960), nos quais conquistou a medalha de bronze em 1960 para a União Soviética.